# The Scarlet Letter (film fra 1908)
|  | For andre betydninger, se The Scarlet Letter (flertydig) |
The Scarlet Letter er en amerikansk stumfilm fra 1908 af Sidney Olcott.
Filmen er baseret på Nathaniel Hawthornes roman fra 1850 The Scarlet Letter, på dansk udgivet som Det flammende bogstav.